# Spilosoma sotiriadis
Spilosoma sotiriadis är en fjärilsart som beskrevs av Koutsaftikis 1973. Spilosoma sotiriadis ingår i släktet Spilosoma och familjen björnspinnare. Inga underarter finns listade i Catalogue of Life.